# Jablečník
Jablečník (Marrubium) je rod rostlin z čeledi hluchavkovitých, rozšířený v mírných a subtropických oblastech Eurasie, od Makaronésie po západní Čínu. Zahrnuje zhruba 50 druhů, typovým druhem je jablečník obecný (Marrubium vulgare). Některými taxonomy jsou do něho řazeni též zástupci příbuzného rodu Lagopsis.

## Popis
Jsou to převážně vytrvalé, někdy též jednoleté byliny, často řídce či hustě pokryté jednoduchými nebo větvenými chlupy (trichomy). Mnohé jsou aromatické. Listy jsou řapíkaté, pilovité nebo zubaté, obvykle s vyniklou žilnatinou a na pohled více či méně svraskalé. Květy jsou oboupohlavné, uspořádané v navzájem oddálených lichopřeslenech podepřených listeny, květy dále vyrůstají v paždí čárkovitých nebo kopinatých listenců. Kalich je trubkovitý, 5–15žilný, jeho cípy často s pichlavými hroty; koruna dvoupyská, bělavá, žlutá nebo purpurová, s korunní trubkou kratší než kalich. Čtyři tyčinky jsou plně překryty horním korunním pyskem. Květy jsou opylovány hmyzem, plody jsou obvejcovité, na vrcholu uťaté tvrdky.

## Ekologie a rozšíření
Těžištěm výskytu zástupců rodu jablečník je Středomoří, severozápadní Afrika (především Maroko) a Malá Asie; jen v samotném Turecku roste 21 druhů. Celkový areál dále zahrnuje mírný pás Evropy, jihozápadní a Střední Asii, Kavkaz, na východě zasahuje až po západní Čínu. Obvykle vyrůstají na suchých, pustých stanovištích s lehčími, provzdušněnými vápnitými půdami bohatšími na živiny, často též v intravilánech starých sídel, na návsích, vesnických mízkách a podél cest, na rumištích nebo na okrajích vinic. Zvládají většinou i mírné zasolení. Druhem s největším areálem je jablečník obecný, což pravděpodobně souvisí s jeho pěstováním coby léčivky; jako archeofyt či neofyt zdomácněl v mnoha částech světa včetně obou Amerik.

## Význam
Jablečník obecný je významnou léčivkou, jeho nať s obsahem tříslovin a silic se používá též v potravinářství jako přísada do cukrovinek a bonbónů proti kašli a nachlazení. Ochucují se jím bylinné likéry. Jsou to též dobré medonosné rostliny.

## Galerie vybraných zástupců

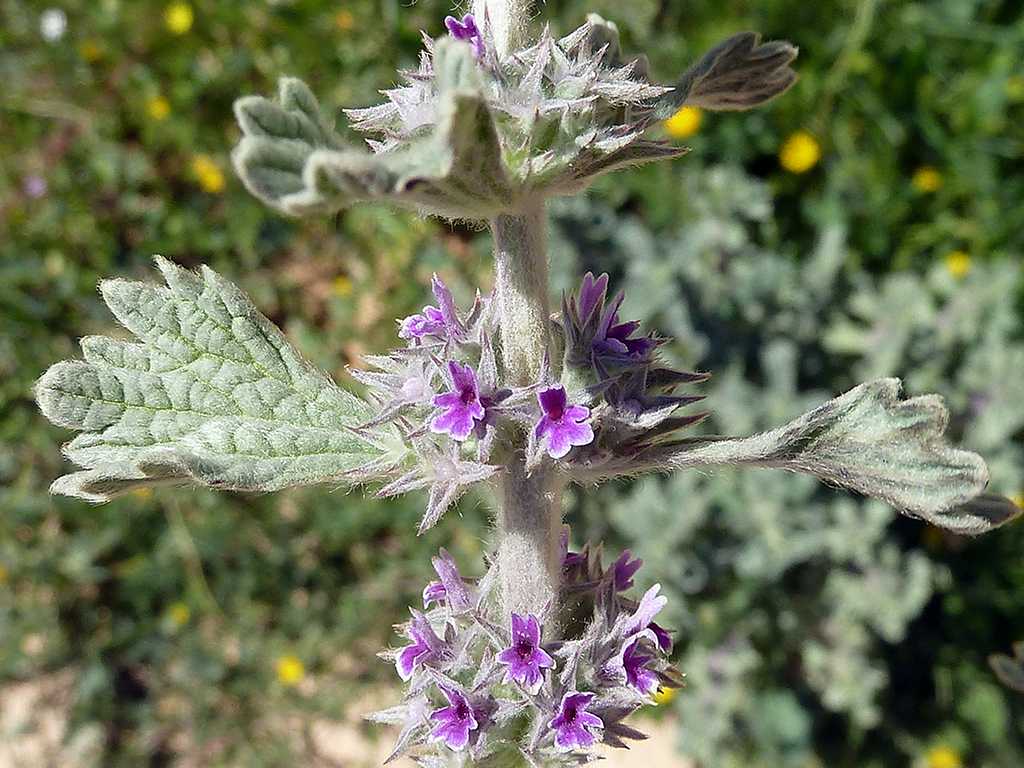
Středomořský druh Marrubium alysson
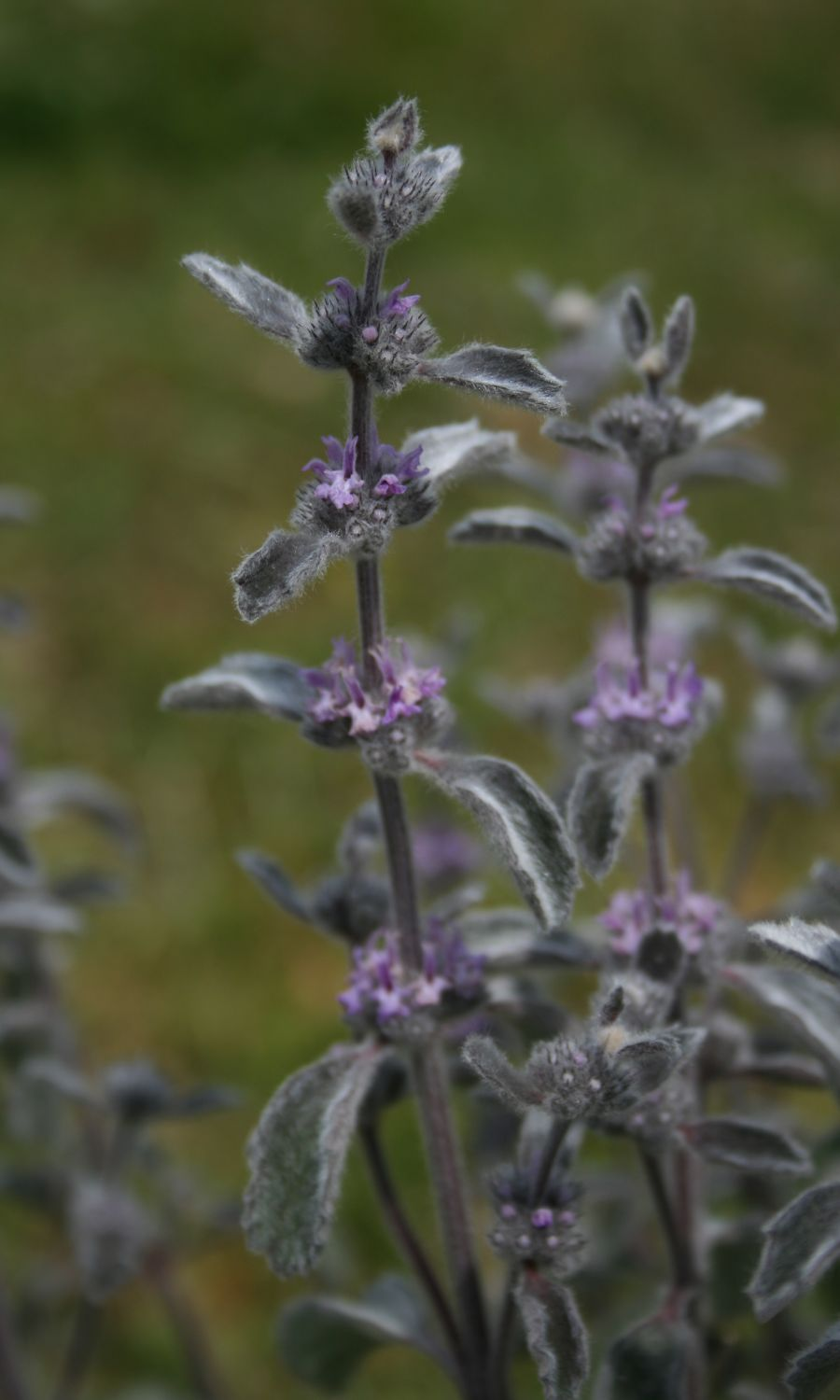
Marrubium astracanicum z jihozápadní Asie
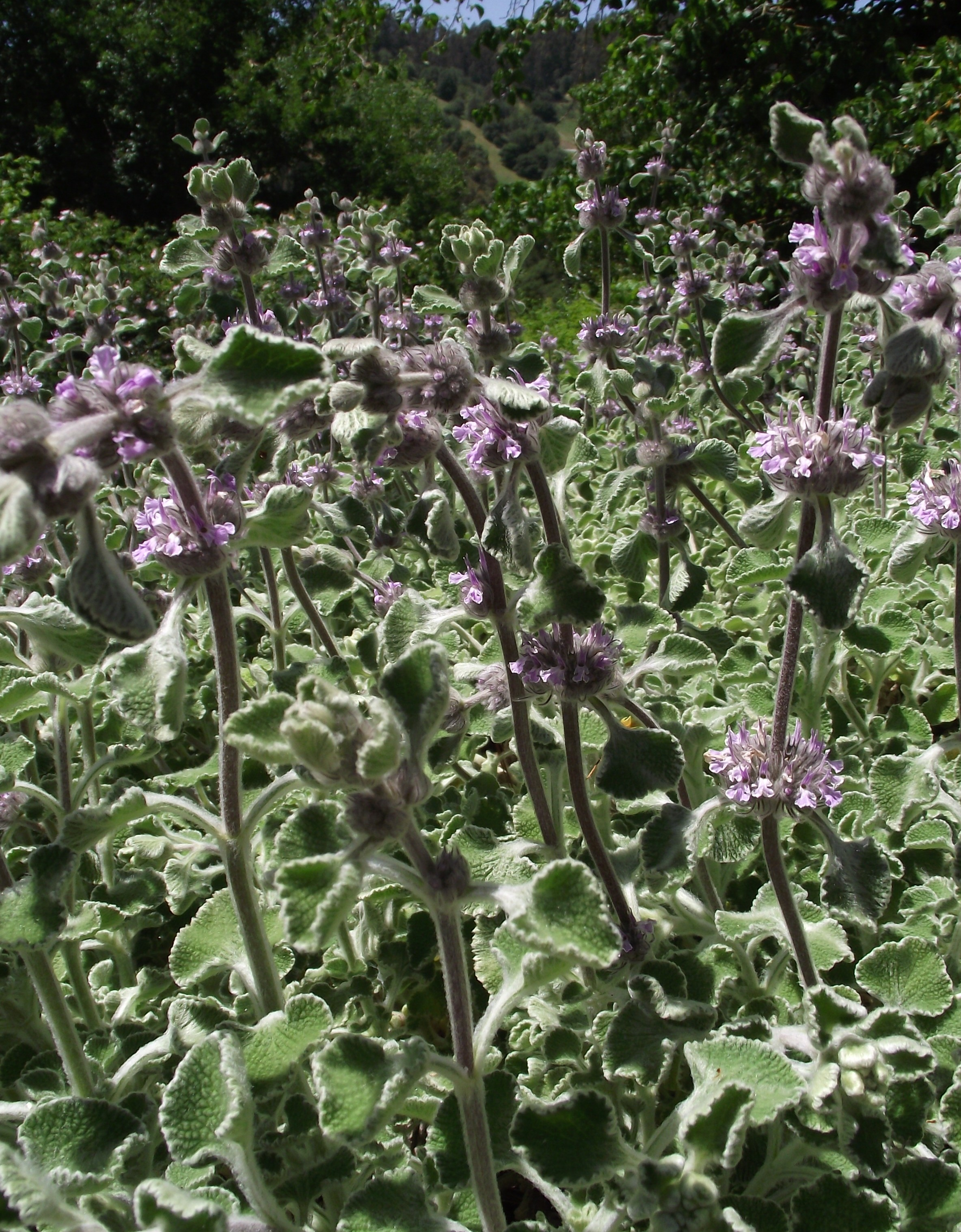
Marrubium supinum – druh západního Středomoří
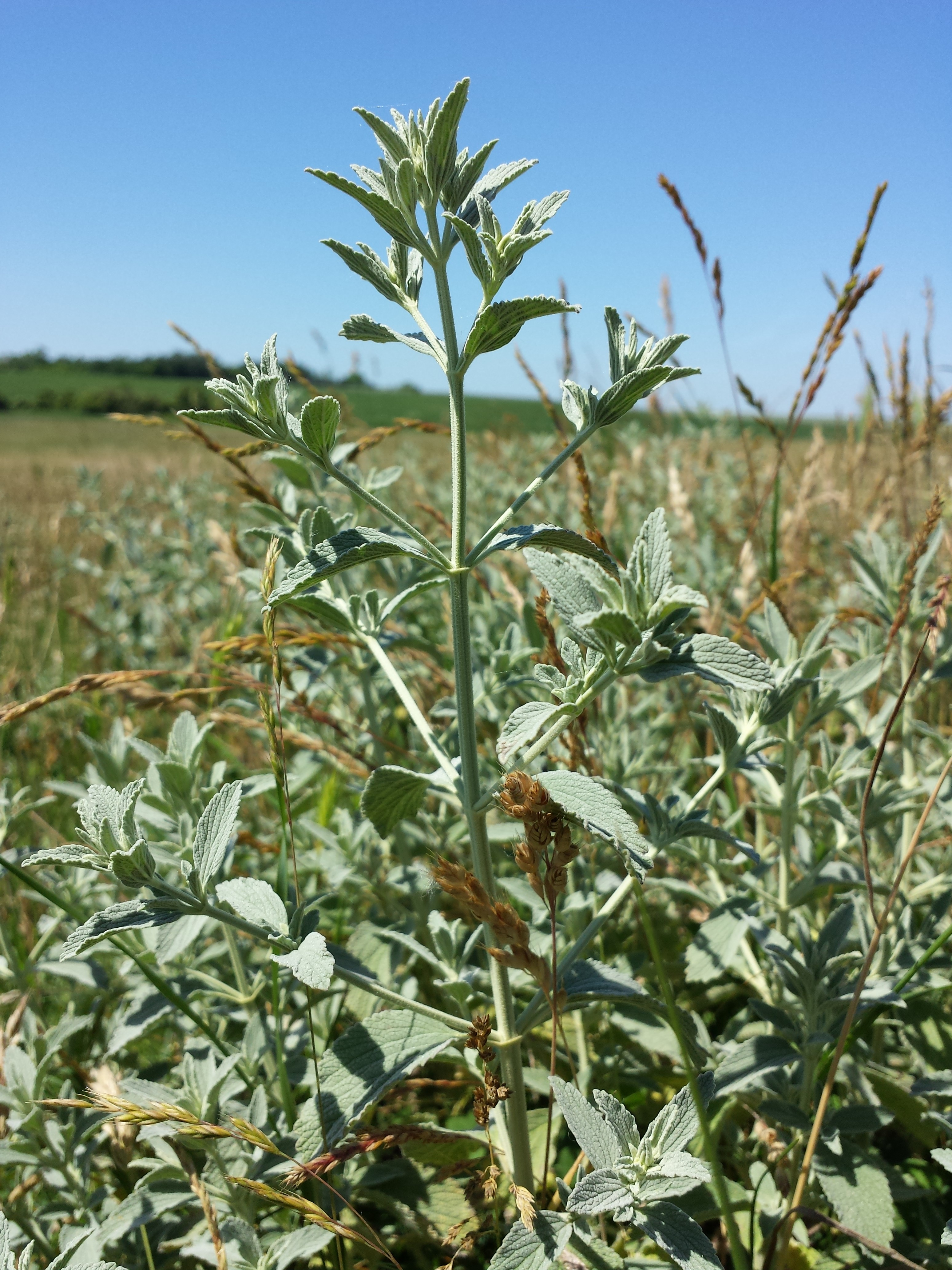
Marrubium peregrinum
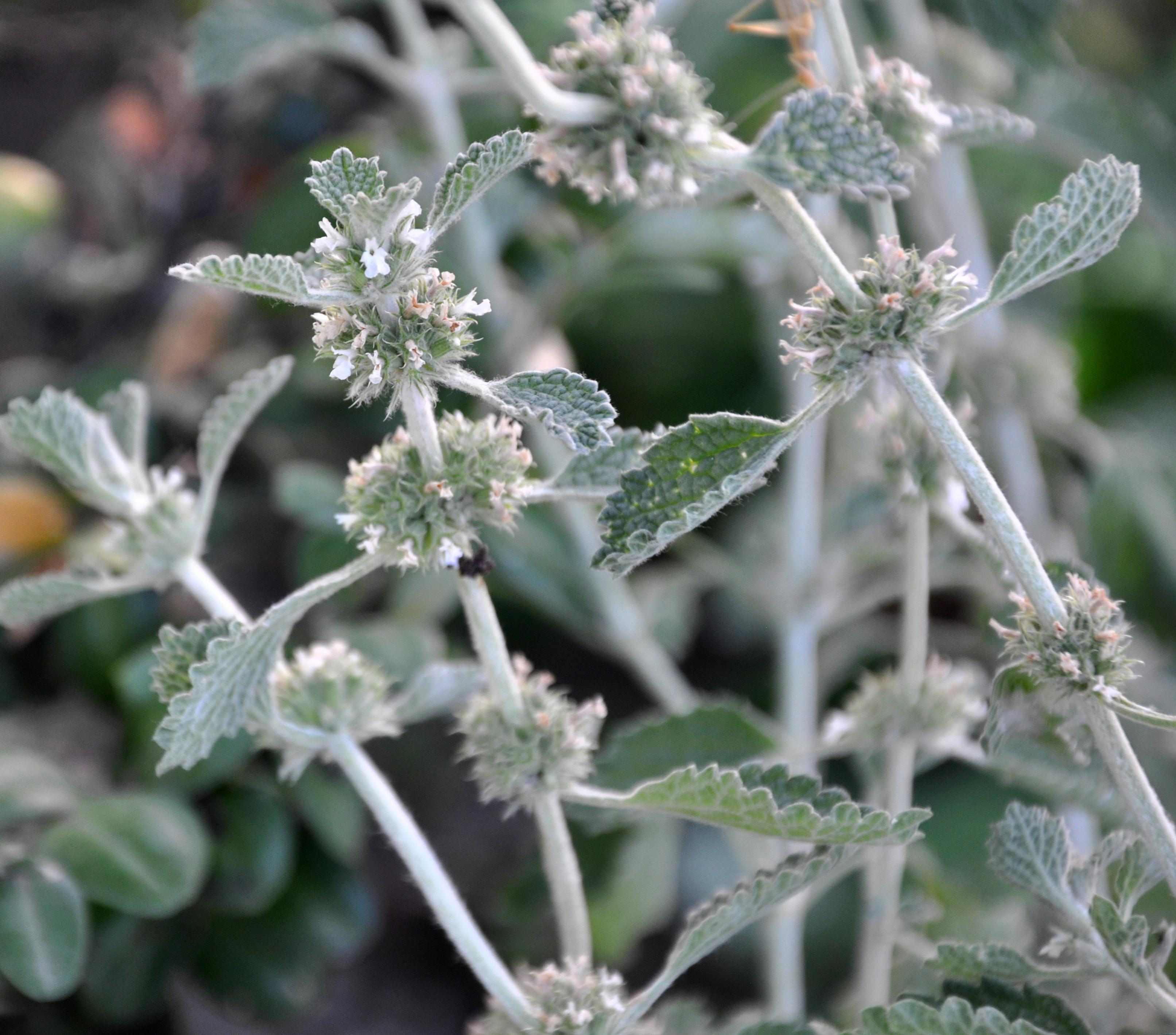
Marrubium incanum – Itálie a Balkán
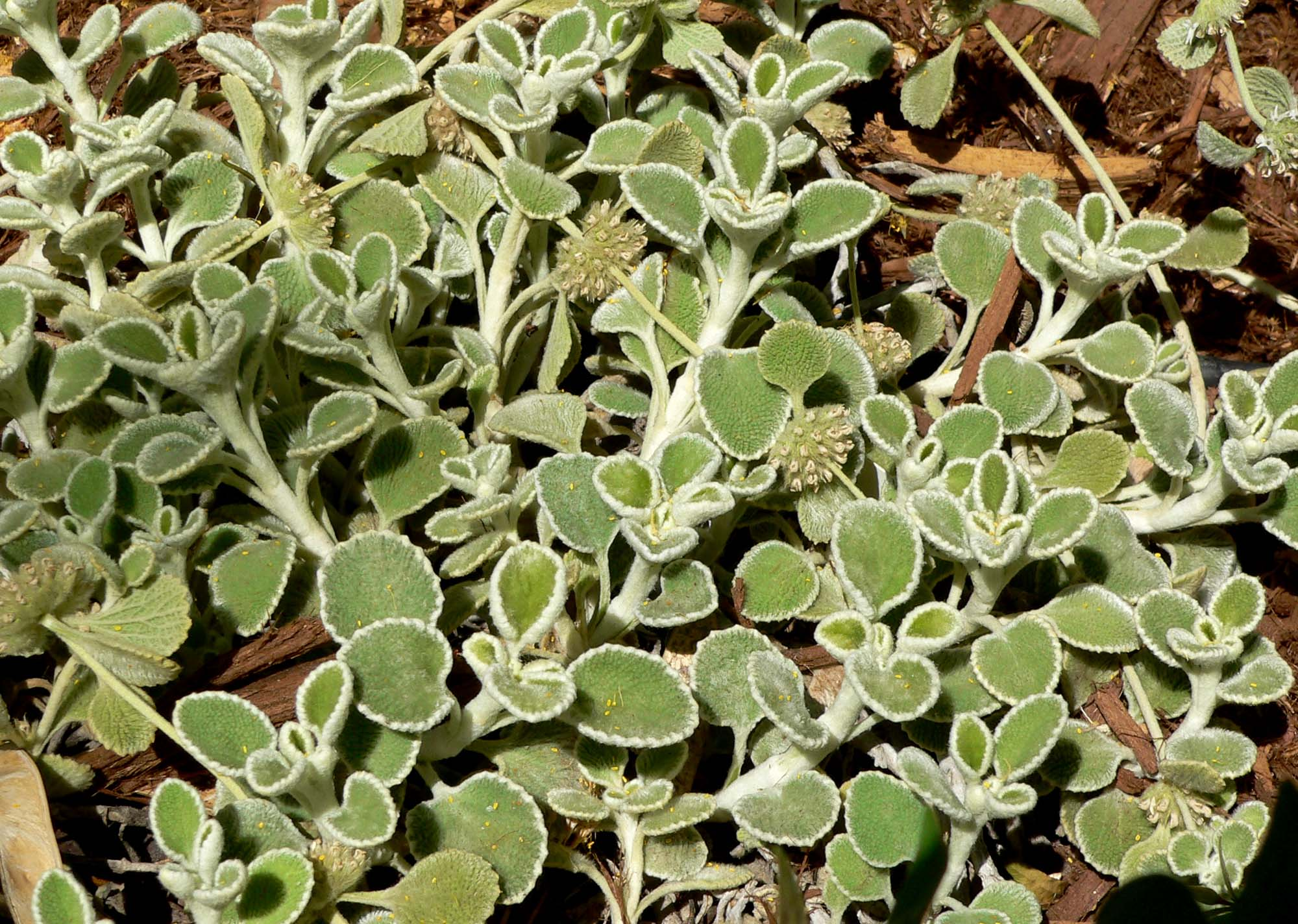
Marrubium rotundifolium – Malá Asie